# Sandianes (parroquia)
Sandianes (llamada oficialmente Santo Estevo de Sandiás) es una parroquia y un lugar del municipio español de Sandianes, en la provincia de Orense, Galicia.

## Toponimia
La parroquia también es conocida por el nombre de San Esteban de Sandiás.

## Historia
Hacia mediados del siglo XIX, la parroquia, ya por entonces perteneciente al municipio de su mismo nombre, tenía contabilizada una población de 750 habitantes. Aparece descrita en el decimotercer volumen del Diccionario geográfico-estadístico-histórico de España y sus posesiones de Ultramar de Pascual Madoz con las siguientes palabras:

SANDIANES (San Esteban): felig. y v. cap. del ayunt. del mismo nombre en la prov. y dióc. de Orense (4 leg.), part. jud. de Ginzo de Limia (1): sit. al O. de la laguna Antela; aires mas frecuentes N. y S.; clima húmedo, nebuloso, y propenso á fiebres. Tiene 156 casas en los l. de Cardeita, Castro, Coalloso, Pegas, Sandianes, Sta. Ana y Uceira: hay tambien una torre ó cast. ant. arruinado en parte, y escuela de primeras letras frecuentada por 30 niños y dotada con 800 rs anuales. La igl. parr. (San Estéban) se halla servida por un cura de segundo ascenso y patronato laical; hay tambien 4 ermitas dedicadas á San Benito en el monte Uceira, San Miguel, Sta. Ana y la Magdalena en la pobl. Confina N. Piñeira; E. laguna Antela; S. Couso, y O. Coedo. El terreno es de buena calidad. Los caminos conducen á Orense, Allariz y Ginzo; atravesando ademas por esta v. la nueva carretera de Vigo á Zamora. Hay carteria donde se recive el correo de Castilla los lunes, miércoles y viernes, y sale con la correspondencia de Galicia los domingos, martes y jueves. prod.: maiz, centeno, trigo, patatas y lino; se cria ganado vacuno, caballar, de cerda y lanar; caza de perdices, codornices, liebres, conejos y patos, y pesca de sanguijuelas. ind.: la agrícola, algun molino harinero, y muchos telares de lienzos ordinarios. pobl. 156 vec., 750 alm. contr.: con las demas parr. del ayunt. (V.).
(Madoz, 1849, p. 731)

## Organización territorial
La parroquia está formada por seis entidades de población:
- As Pegas
- Cardeita
- Coalloso
- O Castro
- Sandiás
- Santa Ana

## Demografía

### Parroquia
| Gráfica de evolución demográfica de Sandianes (parroquia) entre 2000 y 2023 |
|                                                                             |
| Datos según el nomenclátor publicado por el INE.                            |

### Lugar
| Gráfica de evolución demográfica de Sandiás (lugar) entre 2000 y 2023 |
|                                                                       |
| Datos según el nomenclátor publicado por el INE.                      |

## Patrimonio
Hay en la parroquia una iglesia de San Esteban.